# Evangelos Nessos
Evangelos Nessos (* 27. Juni 1978 in Solingen) ist ein ehemaliger deutscher Fußballspieler und heutiger -trainer griechischer Abstammung.

## Karriere
Die Profikarriere des Mittelfeldspielers begann 2001 als Ersatzspieler beim Bundesligisten 1. FC Köln, mit dem er am Ende der Saison 2001/02 in die 2. Bundesliga abstieg. Nachdem sich Nessos nicht im Profikader des Vereins etablieren konnte – es blieb bei insgesamt sechs Einsätzen –, wurde er in die 2. Mannschaft des Vereins in der Regionalliga beordert.
Im Sommer 2004 wechselte er zum Regionalligisten TuS Koblenz, bei dem er sofort Stammspieler wurde. 2006 stieg er mit dem Verein in die 2. Bundesliga auf. Im Juni 2009 beendete er aufgrund von Verletzungen seine aktive Karriere.
Nessos arbeitete daraufhin im Jugendbereich der TuS und übernahm Aufgaben in der Geschäftsstelle. Zur Saison 2011/12 wurde er Co-Trainer des damals neu verpflichteten Trainers Michael Dämgen. Am 11. September 2012 war er übergangsweise Teamchef als Nachfolger von Dämgen. Nach zwei Spielen unter seiner Leitung wurde Peter Neustädter als neuer Cheftrainer verpflichtet; Nessos kehrte auf seine ehemalige Stelle als Co-Trainer zurück. Noch im Laufe der Saison wurde sein Vertrag als Co-Trainer bis 2015 verlängert. Nach einem schwachen Start in die Saison 2013/14 wurde Peter Neustädter im August 2013 entlassen. Nessos wurde daraufhin neuer Teamchef der ersten Mannschaft. Nach einer sportlich enttäuschenden Hinrunde 2014/15 wurde Nessos am 8. Dezember 2014 von seinen Aufgaben als Teamchef der TuS Koblenz entbunden. 
Im März 2013 wurde Nessos auf der Mitgliederversammlung der TuS Koblenz in das erweiterte Präsidium des Vereins gewählt und war dort bis Herbst 2014 für die Belange der Jugendabteilung zuständig.
Zur Rückrunde der Saison 2015/2016 wurde Nessos neuer Cheftrainer der U16-Mannschaft des 1. FC Köln. 